# Carlo Pellion di Persano
Il conte Carlo Pellion di Persano (Vercelli, 11 marzo 1806 – Torino, 28 luglio 1883) è stato un ammiraglio e politico italiano, comandante della flotta italiana nella battaglia di Lissa.

## Biografia
Figlio del conte Luigi Amedeo Pellion di Persano e di Maria Cristina dei conti de Rege di Gifflenga; rimasto orfano entrò giovanissimo nella marina sarda. Dopo aver frequentato la scuola di Marina a Genova, ebbe il suo primo imbarco come guardiamarina nel 1822 sulla fregata Cristina. Nel 1825, agli ordini del comandante Francesco Sivori, partecipò ad una incursione nel porto di Tripoli per risolvere una disputa fra il re e il Bey di quella località; in quella circostanza il diciannovenne Persano ebbe il comando di una delle dieci imbarcazioni che il 25 settembre attaccarono di sorpresa un brigantino e due golette che costituivano il grosso della flotta del Bey; tre imbarcazioni sarde dovettero ritirarsi a causa del fuoco nemico ma le altre riuscirono a incendiare un brigantino e una goletta; lo storico Carlo Randaccio (spesso ostile al Persano), nel suo Storia delle Marine Militari italiane (vol I, Roma, 1886), afferma che il Persano fu uno dei primi a salire a bordo del brigantino nemico dando prova così di grande ardimento.
Promosso tenente di vascello, fu inviato a Londra per sorvegliare la costruzione della fregata Ichnusa della Marina sarda. In quel periodo si sposò con la signorina inglese Fanny Bacon: la coppia ebbe un figlio, Ernesto, che fu ufficiale di marina. Nominato capitano di corvetta nel 1841, gli fu assegnato il comando del brigantino Eridano da 450 tonnellate e dodici cannoni, con il quale svolse la prima campagna di circumnavigazione del mondo della Marina sarda (settembre 1842-settembre 1845); il Randaccio scrive che quella crociera diede al Persano reputazione di "ardito, talora imprudente capitano".
Nel 1848 venne promosso capitano di fregata e divenne comandante del brigantino Daino (gemello dell'Eridano); con questa nave partecipò alla campagna navale contro l'Austria della Prima guerra d'indipendenza. La squadra navale piemontese era al comando di Giuseppe Albini; in questa campagna non ci furono eventi particolarmente rilevanti dal punto di vista navale; l'unico di una certa importanza fu proprio l'attacco che il Persano effettuò di propria iniziativa contro il forte di Caorle il 13 giugno 1848; in realtà il Persano doveva effettuare solo una esercitazione di tiro al bersaglio ma decise di bombardare il forte austriaco; la risposta delle artiglierie del forte riuscì a colpire la nave una quindicina di volte provocandole anche una via d'acqua; per niente scoraggiato il Persano si ancorò a distanza ravvicinata e per 40 minuti bersagliò con un centinaio di colpi l'avversario prima di allontanarsi.
Nel 1849 venne promosso capitano di vascello ed ebbe il comando della fregata Euridice con la quale partecipò alla breve campagna del 1849 al termine della quale tutte le navi sarde dovettero abbandonare l'Adriatico; proprio in questa circostanza in molte navi ci furono veri e propri moti di sedizione; il Persano fu uno dei pochi a reagire con energia arrivando a minacciare di dare fuoco alla polveriera della sua unità. Nel 1850 Persano ebbe l'incarico di dirigere la scuola di Marina di Genova a cui seguì, nel 1851, il comando della più moderna nave sarda, la pirofregata a ruote Governolo comando che tenne fino al 1853. Nel 1851 ebbe l'incarico di trasportare oggetti all'esposizione universale di Londra; com'era sua abitudine Persano risalì una parte del Tamigi senza pilota esperto, cosa che provocò un certo clamore nei giornali inglesi.
Nel 1853, sempre col Governolo, ebbe l'incarico di trasportare Vittorio Emanuele II, il duca di Genova e il principe di Carignano in Sardegna per una partita di caccia; la mattina del 29 luglio costeggiando l'isola di Santa Maria della Maddalena la nave urtò contro uno scoglio sommerso non indicato dalle mappe nautiche; i reali dovettero sbarcare sul Tripoli mentre il Governolo andò in riparazione a Tolone. L'incidente ebbe delle conseguenze gravi: Persano fu sbarcato e sottoposto ad un Consiglio di guerra che lo condannò alla retrocessione del grado per sei mesi; la condanna venne poi annullata dalla Cassazione che riconobbe le inesattezze dei rilievi idrografici; Persano cadde comunque in disgrazia e rimase senza comando fino al 1859. Il comando della squadra piemontese che partecipò alla guerra di Crimea fu affidato al comandante Di Negro; nel 1859, durante la seconda guerra d'indipendenza italiana, il comando della squadra venne affidato al capitano di vascello Edoardo Tholosano mentre al parigrado Persano venne dato solo il comando del Carlo Alberto.
Al termine della breve campagna del 1859 venne promosso contrammiraglio e successivamente, con grande soddisfazione di Massimo d'Azeglio e del presidente del Consiglio Cavour, Persano ebbe il comando della squadra sarda durante la campagna del 1860. Cavour infatti nel gennaio del 1860, oltre a ricoprire il ruolo di presidente del Consiglio e quello di ministro degli Esteri, aveva assunto anche l'amministrazione della Marina separandola dal ministero della Guerra. Al comando di una squadra di sei fregate, Persano alzò per la prima volta la sua insegna di ammiraglio sulla Maria Adelaide e, obbedendo agli ordini del suo governo, accompagnò e favorì la spedizione dei Mille di Garibaldi. Fondamentale si rivelò il suo intervento a Napoli dove riuscì a convincere una buona parte degli ufficiali della Marina borbonica a defezionare e a giurare fedeltà a re Vittorio Emanuele.
Nel settembre del 1860 Persano lasciò Napoli e raggiunse Senigallia, dove si trovava l'esercito sardo guidato dal generale Enrico Cialdini; compito della squadra navale era quello di espugnare Ancona. Il giorno 18 settembre 1860 la divisione di Persano, forte delle fregate Maria Adelaide (ammiraglia), Carlo Alberto, Vittorio Emanuele, Costituzione, della corvetta Governolo e dell'avviso Malfatano effettuò un primo bombardamento della piazzaforte difesa dalle truppe pontificie; quel medesimo giorno le truppe sarde sconfissero quelle pontificie nella battaglia di Castelfidardo. Il 22 settembre venne effettuato un nuovo bombardamento dei forti di Ancona senza ottenere la capitolazione della piazza. Nella notte del 24 settembre lo stesso Persano guidò una incursione con due imbarcazioni con l'obiettivo di impadronirsi del Lazzaretto ma l'operazione fallì; l'assedio continuò fino al giorno 28 quando durante un intenso bombardamento la fregata Vittorio Emanuele comandata da Giovan Battista Albini fece saltare in aria la batteria della Lanterna, evento che convinse il generale pontificio Lamoricière ad offrire allo stesso Persano la resa.
Il 28 ottobre 1860 Cavour ordinò alla flotta di portarsi davanti alla piazzaforte di Gaeta, dove si era rifugiato Francesco II di Borbone con la parte del suo esercito che gli era rimasta fedele. L'assedio cominciò il 5 novembre 1860 e si concluse con la capitolazione della piazza il 13 febbraio 1861. La squadra navale ebbe una sola occasione di sfidare i cannoni della piazzaforte: il 22 gennaio le navi sarde aprirono il fuoco con tutte le artiglierie e in un'ora scaricarono sulla fortezza circa 4000 colpi; anche alcune navi sarde furono colpite e, fra queste, l'ammiraglia Maria Adelaide che ebbe un morto e 2 feriti. Sempre per ordine di Cavour, Persano si diresse verso Messina dove la guarnigione borbonica della cittadella continuava a resistere; la squadra sarda coadiuvata dalle truppe di terra comandate dal Cialdini cominciò a fare i preparativi per l'attacco. Il 12 marzo 1861 le navi sarde si avvicinarono alla cittadella ma a causa del mare agitato la sola Maria Adelaide riuscì a cominciare il tiro. Quando anche le altre navi riuscirono ad avvicinarsi, la guarnigione decise di arrendersi.
Il 1º aprile 1861 Persano lasciò il comando della squadra e, dopo aver ricoperto altri incarichi, si dedicò all'attività politica. Nell'arco di poco tempo intanto vennero a mancare sia Cavour che d'Azeglio, che erano stati grandi estimatori dell'ammiraglio. Deputato nelle legislature VII e VIII per il collegio della Spezia, Persano, che aveva già partecipato ad alcuni dibattiti su questioni navali alla Camera, nel febbraio del 1862 divenne Ministro della Marina nel primo Governo Rattazzi: carica che ricoprì per circa nove mesi. Fu in seguito nominato senatore l'8 ottobre 1865. Come ministro della Marina fu propugnatore della realizzazione di una serie di navi corazzate che portassero la Regia Marina italiana a potersi confrontare con la flotta austriaca e con le altre Marine mediterranee. Il programma però risentì della arretratezza dell'industria cantieristica italiana per le navi di grosso tonnellaggio, tanto che di dodici navi corazzate che parteciparono alla successiva battaglia di Lissa solo una era costruita in Italia, e nessun bacino di carenaggio poteva ospitare le due navi maggiori Re d'Italia e Re di Portogallo.

## La battaglia di Lissa
In previsione della guerra del 1866, Persano, unico ammiraglio italiano ad aver guidato una squadra navale in battaglia, ottenne il comando della flotta e si recò immediatamente a Taranto il 16 maggio 1866; mancavano trentasei giorni allo scoppio della Terza guerra d'indipendenza. Completamente insoddisfatto delle condizioni della flotta, l'ammiraglio scrisse più volte al ministro Diego Angioletti segnalando le gravi carenze e arrivando anche a minacciare di lasciare l'incarico. Il 20 giugno il ministro Angioletti venne sostituito da Agostino Depretis che ordinò immediatamente a Persano di portarsi con la flotta ad Ancona. Obbedendo all'ordine, Persano partì il 21 giugno 1866; la navigazione procedette senza incidenti malgrado lo scarso addestramento degli ufficiali. Il 25 giugno le 19 navi che componevano l'armata giunsero ad Ancona.
Intanto, il comandante della flotta austriaca Tegetthoff decise di compiere una ricognizione in forze sulla costa italiana per sincerarsi della presenza della flotta italiana in Adriatico. La sera del 26 giugno la flotta austriaca venne avvistata dall'avviso a ruote Esploratore che mise immediatamente in allarme la flotta italiana; quel giorno non si verificò nessuno scontro, in quanto, una volta resosi conto che l'intera squadra italiana era uscita dal porto e si stava preparando al combattimento, l'ammiraglio austriaco fece marcia indietro e tornò a Fasana. Pressato dalle continue insistenze di Depretis, Persano, che prima di prendere una qualsiasi iniziativa avrebbe voluto aspettare l'arrivo dell'ariete corazzato Affondatore sul quale riponeva molte aspettative, venne convinto a compiere una puntata offensiva; tale crociera venne effettivamente svolta fra l'8 ed il 13 luglio con estrema prudenza, tanto che le navi italiane si mantennero sempre fuori vista dalle coste austriache.
Il 14 luglio 1866 a Ferrara si svolse una riunione dei massimi vertici politico militari italiani nella quale si decise di ordinare alla flotta di uscire al più presto da Ancona per attaccare il nemico; veniva inoltre deplorata la condotta di Persano per l'ultima infruttuosa crociera in Adriatico. Il 15 luglio Depretis si recò ad Ancona dove incontrò Persano, Vacca e Albini per programmare un attacco contro l'isola di Lissa; ancora una volta si arrivò ad uno scontro fra il ministro e l'ammiraglio perché il primo insisteva per attaccare immediatamente mentre il secondo faceva presente che una tale operazione sarebbe stata possibile solo dopo aver sconfitto la flotta avversaria e comunque sosteneva che, a fronte degli almeno 5 000 uomini di truppa da sbarco che riteneva necessari per l'impresa, ne aveva disponibili solo poche centinaia.
Alla fine Persano, forse fiaccato dalle troppe polemiche, cedette alle insistenze del ministro e il giorno dopo comunicò in via ufficiale che avrebbe condotto la spedizione contro Lissa. Nel luglio del 1866 l'isola era difesa da circa 2 000 uomini della fanteria di marina austriaca comandati dal colonnello Urs de Margina. Il principale accesso era Porto San Giorgio (oggi Vis) ed era difeso da 8 forti armati da 49 pezzi e gli altri due accessi all'isola erano Comisa e Manego (oggi Rukavac); in totale erano presenti 65 cannoni distribuiti nei forti più altri 93 cannoni da posizione. La flotta italiana lasciò Ancona il pomeriggio del 16 luglio preceduta dal Messaggero che aveva il compito di compiere una ricognizione segreta a Lissa con il comandante D'Amico a bordo. La ricognizione fu condotta il 17 luglio: dopo aver fatto una pianta abbastanza precisa delle difese dell'isola, il D'Amico si ricongiunse con il resto della flotta.
Per l'attacco il Persano aveva deciso di dividere le sue forze in quattro gruppi, tre di corazzate ed uno di navi in legno; i primi due ai suoi ordini dovevano attaccare Porto San Giorgio; il terzo, comandato da Vacca, Porto Comisa; l'ultimo, formato da navi in legno comandate dall'Albini, doveva attaccare e sbarcare il corpo di spedizione a Porto Manego. L'azione di bombardamento delle navi italiane inizio tra le 11 e le 12 del 18 luglio; il presidio austriaco trasmise immediatamente tramite cavo telegrafico l'ormai imminente attacco italiano; pur consapevole di ciò che stava succedendo Tegetthoff non uscì immediatamente in soccorso dell'isola. Gli attacchi condotti dalle squadre di Vacca e di Albini furono fallimentari, i due comandanti, dopo qualche salva, stabilirono che le batterie austriache erano poste troppo in alto per poter essere raggiunte dal tiro italiano. Migliore esito ebbe l'attacco condotto su Porto San Giorgio; la Formidabile comandata da Saint-Bon si distinse in particolar modo anche per l'efficacia dei suoi tiri; anche il gruppo comandato dal Riboty ottenne notevoli risultati: il tiro delle sue navi provocò fra l'altro l'esplosione di due batterie nemiche.
Alle 18 Persano ordinò di cessare il fuoco. Nella tarda mattinata del 19 luglio arrivarono, provenienti da Napoli, l'Affondatore seguito dalle fregate Principe Alberto e Carlo Alberto insieme alla corvetta Governolo. Quello stesso pomeriggio ricominciò il bombardamento dei forti; si distinsero la Formidabile e la Re di Portogallo che subirono danni e perdite a bordo; ancora una volta fallì il tentativo di sbarco a Porto Carober (oggi Rogačić). La giornata si concluse quindi senza importanti novità; erano stati arrecati danni importanti alle difese dell'isola e la guarnigione austriaca aveva avuto 31 soldati uccisi e 75 feriti; le perdite italiane nei due giorni di combattimento ammontavano a 16 morti e 81 feriti.
Il mattino successivo tutto era pronto per l'attacco all'isola quando alle 7:45 l'avviso Esploratore segnalò l'arrivo di navi sospette: era la squadra di Tegetthoff al completo, 27 navi di cui 25 combattenti. L'armata italiana si trovava sparsa intorno all'isola già provata da tre giorni di operazioni; l'ammiraglio italiano non perse tempo e diede il segnale di prepararsi al combattimento; le corazzate italiane si disposero in una linea di fila che inizialmente comprendeva sette unità visto che il Re di Portogallo e il Castelfidardo stavano riparando avarie di macchina e la Varese, la Terribile e la Formidabile erano in ritardo; solo le prime tre riusciranno poi a partecipare alla battaglia. Intorno alle 10, con le due squadre in rapido avvicinamento, Persano decise di trasbordare dal Re d'Italia all'Affondatore. Alle 10:33, secondo la relazione austriaca (10:45 secondo quella italiana) il Principe di Carignano aprì il fuoco imitato dal Castelfidardo e dall'Ancona.
Tutta l'azione si svolse fra le 10:45 e le 12 del 20 luglio; alle tre corazzate italiane comandate dal contrammiraglio Vacca risposero in modo fiacco le navi austriache che marciavano in formazione a cuneo contro la linea delle corazzate italiane. Nel loro primo passaggio, le sette corazzate austriache non riuscirono a speronare nessuna nave avversaria; furono invece le navi in legno austriache che le seguivano a restare pericolosamente senza la protezione delle navi corazzate. Lo scontro a quel punto divenne una confusa mischia che vide coinvolte le dieci corazzate italiane contro tutta la squadra austriaca. Alle 11:30 la Ferdinand Max riuscì a speronare la corazzata Re d'Italia dopo che questa era rimasta immobilizzata a seguito di un colpo al timone; la nave italiana continuò il fuoco fino a che non colò a picco; in precedenza era stata anche gravemente colpita la piccola Palestro. L'affondamento della corazzata italiana determinò la fine dello scontro.

### Il processo
(Frase attribuita erroneamente a Wilhelm von Tegetthoff, coniata da un giornale viennese ex post)
Dalla sconfitta di Lissa l'opinione pubblica italiana uscì profondamente turbata (subendo un impatto negativo quasi certamente sproporzionato rispetto alla portata reale dell'episodio), per cui fu inevitabile che il Persano venisse processato: egli infatti fu sottoposto a giudizio davanti al Senato nel 1867, costituito in Alta Corte di Giustizia (pubblico ministero fu Diomede Marvasi), e venne proclamata la sua colpevole inettitudine, tanto che fu privato del grado e delle decorazioni e radiato con disonore dalla Regia Marina. Al processo, Persano non tentò di avvalersi dei privilegi di immunità connessi al suo stato di senatore: vi rinunciò fin dalla prima seduta, dopo che il pubblico ministero aveva dichiarato che in stato di guerra l'interesse dello Stato era superiore al diritto di immunità.
Poiché all'epoca la degradazione comportava anche la perdita della pensione, visse gli ultimi anni di vita in povertà, alleviata solo dal supporto finanziario della moglie e del figlio e da un sussidio che il re Vittorio Emanuele II gli assegnò a titolo personale e in forma riservata. Persano tentò vanamente di far annullare la decisione della Corte dei conti rivolgendosi anche al sovrano che però, pur aiutandolo privatamente, non intervenne. Il disprezzo istituzionale nei suoi confronti era ancora forte nel 1883: infatti, quando morì, contrariamente alla consuetudine per un uomo del suo rango non venne commemorato nell'aula del Senato.

## Scritti
- C. di Persano, I fatti di Lissa, Torino, Ute, 1866
- C. di Persano, Diario privato-politico-militare nella campagna navale degli anni 1860 e 1861, Firenze, poi Torino, stab. Civelli, poi tip. Arnaldi, 1869-1871 (in 4 voll.)
- C. di Persano, L'ammiraglio C. di Persano nella campagna navale dell'anno 1866. Schiarimenti e documenti, Torino, Tip. del Monitore delle strade ferrate, 1872